# Bredskär, Kimitoön
Bredskär är en ö i Finland. Den ligger i Skärgårdshavet och i kommunen Kimitoön i landskapet Egentliga Finland, i den sydvästra delen av landet. Ön ligger omkring 68 kilometer söder om Åbo och omkring 160 kilometer väster om Helsingfors.
Öns area är 7 hektar och dess största längd är 400 meter i sydväst-nordöstlig riktning.